# Óblasts de Rússia
Rússia està dividida en 89 subjectes federals dels quals 48 són óblasts o províncies (en rus: область óblast, plural: Области óblasti), que al seu torn estan dividits en raions.
| Óblasts de Rússia | | |
| 1. Amur 2. Arkhànguelsk 3. Astracan 4. Bélgorod 5. Briansk 6. Txeliàbinsk 7. Txità (*) 8. Irkutsk 9. Ivànovo 10. Kaliningrad 11. Kaluga 12. Kémerovo 13. Kírov 14. Kostromà 15. Kurgan 16. Kursk | 1. Leningrad 2. Lípetsk 3. Magadan 4. Moscou 5. Múrmansk 6. Nijni Nóvgorod 7. Nóvgorod 8. Novossibirsk 9. Omsk 10. Orenburg 11. Oriol 12. Penza 13. Pskov 14. Rostov 15. Riazan 16. Sakhalín | 1. Samara 2. Saràtov 3. Smolensk 4. Sverdlovsk 5. Tambov 6. Tomsk 7. Tver 8. Tula 9. Tiumén 10. Uliànovsk 11. Vladímir 12. Volgograd 13. Vólogda 14. Vorónej 15. Iaroslavl 16. Kherson (**) 17. Zaporíjia (**) |
| (*) Des de març del 2008 la província de Txità ha deixat d'existir en integrar-se al krai de Zabaikàlie, però es manté en la numeració. (**) Arran de l'invasió d'Ucraïna del 2022, la Federació Russa proclama haver annexionat les províncies de Kherson i Zaporíjia com a óblasts, malgrat no controlar-ne el territori i no estar regides com les altres óblasts russes. Aquestes províncies segueixen internacionalment reconegudes com a part d'Ucraïna. | | |